# إيلكو فان كليفنس

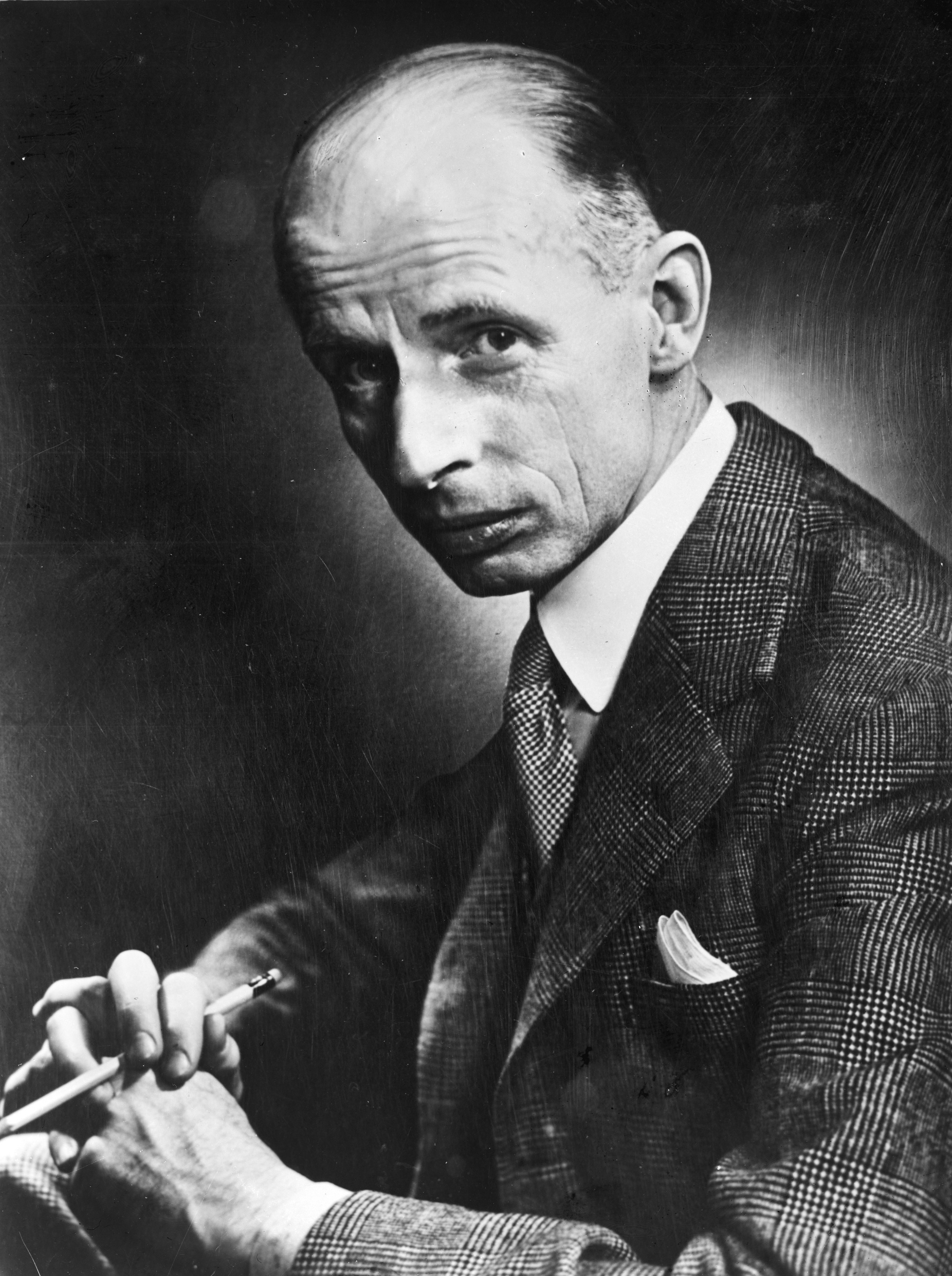
فان كليفنس

إيلكو فان كليفنس، (بالإنجليزية: Eelco Nicolaas van Kleffens)‏، ولد في (17 نوفمبر 1894 في هيرنفين - وتوفي في 17 يونيو 1983 في Almoçageme، البرتغال) كان سياسيًا ودبلوماسيًا في هولندا.

## الحياة والتعليم
ينحدر إيلكو فان كليفنس من عائلة فريزية قديمة من الموظفين العموميين. كان ابن هنريكوس كاتو وجانيت فريزيني (فينهوفن) فان كليفنس. وشقيقه الأصغر أدريانوس فان كليفنس سيصبح فيما بعد قاضيا في محكمة العدل الأوروبية. تزوج مارغريت هيلين هورسمان في 4 أبريل 1935.

## المناصب
بعد حصوله على درجة الدكتوراه في القانون من جامعة ليدن، عمل فان كليفنس في أمانة عصبة الأمم. أصبح سكرتيرًا لمديرية شركة رويال داتش للبترول عام 1920. وعين مساعدًا لقسم الشؤون القانونية بوزارة الشؤون الخارجية الهولندية في عام 1922 والقسم الدبلوماسي في عام 1927 ، وأصبح مديرًا للأخير في عام 1929. وفي في أوائل ثلاثينيات القرن العشرين، كان أيضًا أمينًا عامًا لأكاديمية لاهاي للقانون الدولي.
عُيِّن فان كليفنس وزيراً للخارجية في عام 1939 ، أي قبل أسابيع من بدء الحرب العالمية الثانية ، وكان جزءاً من الحكومة الهولندية في المنفى خلال تلك الفترة. خلال الحرب كتب عن الغزو الألماني المسمى جوغرنو على هولندا والذي تم تداوله داخل الأراضي المحتلة، وكان أيضا أحد الموقعين الأصليين لاتحاد البنلوكس.
شغل فان كليفنس منصب وزير الخارجية حتى حكومة شيرمرهورن / دريس عام 1946. وبعد استقالته من المنصب الوزاري (ولكن ليس من الحكومة) أصبح فان كليفنس الممثل الهولندي في مجلس الأمن التابع للأمم المتحدة ، وفي عام 1947 تم تعيينه السفير في الولايات المتحدة. في عام 1950 أصبح السفير في البرتغال، ومنحت لقب وزير الدولة، وهو شرف مرموق.
في عام 1954 ، تم تعيين فان كليفنس في منصب رئيس الجمعية العامة للأمم المتحدة في الدورة التاسعة لهذه الهيئة.
كان فان كليفنس الممثل الهولندي في منظمة حلف شمال الأطلسي ومنظمة التعاون والتنمية الاقتصادية من 1956 إلى 1958 ، وفي الجماعة الأوروبية للفحم والصلب من عام 1958 حتى عام 1967 ، وبعد ذلك تقاعد فان كلينز إلى البرتغال، حيث توفي في 17 يونيو عام 1983.

## روابط خارجية
- إيلكو فان كليفنس على موقع مونزينجر (الألمانية)